# 斯柯达汽车博物馆
斯柯达汽车博物馆（Škoda Auto Museum）位于捷克共和国中波希米亚州城市姆拉达-博莱斯拉夫（德语：Jungbunzlau，永本茨劳），毗邻大型生产设施（可安排参观工厂）。

## 历史
1995年建成开放，改造后的博物馆于2012年秋季开放。斯柯达汽车是世界上仅有的四家拥有100年以上历史的汽车制造商之一（1895年）。
博物馆现在分为三个部分，分别位于不同的空间。在“进化”部分，展示了最重要的产品，从第一辆自行车、摩托车、三轮车、第一辆汽车（1906）到性能达到7马力的各种重要产品，直到各种最新设计。第二部分“传统”展示了不同时代品牌的汽车、参与赛车运动、标志开发以及与品牌相关的个性和活动。在最后一部分“精度”中，人们可以看到各个历史发展阶段老汽车的重组。

## 画廊

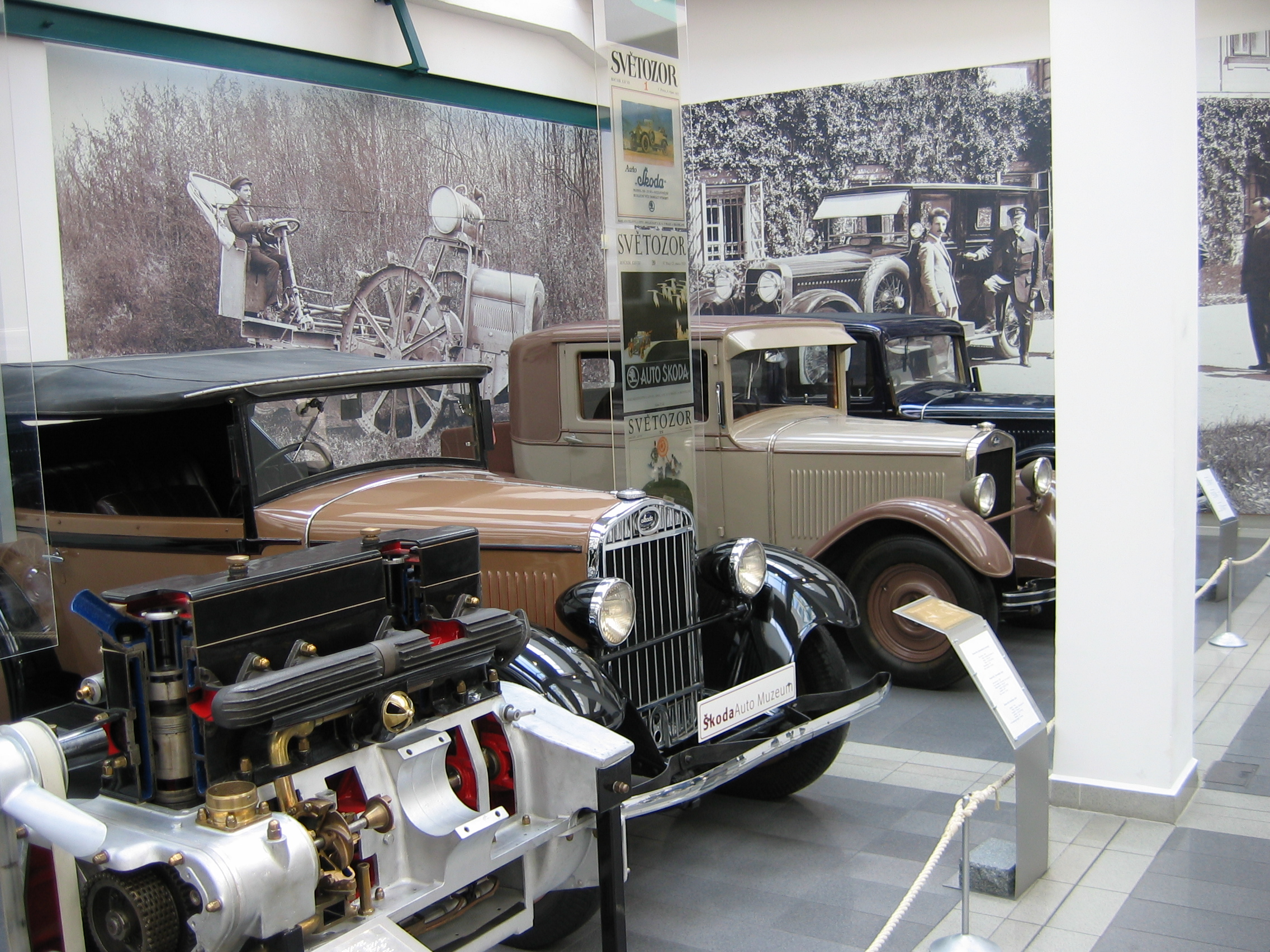
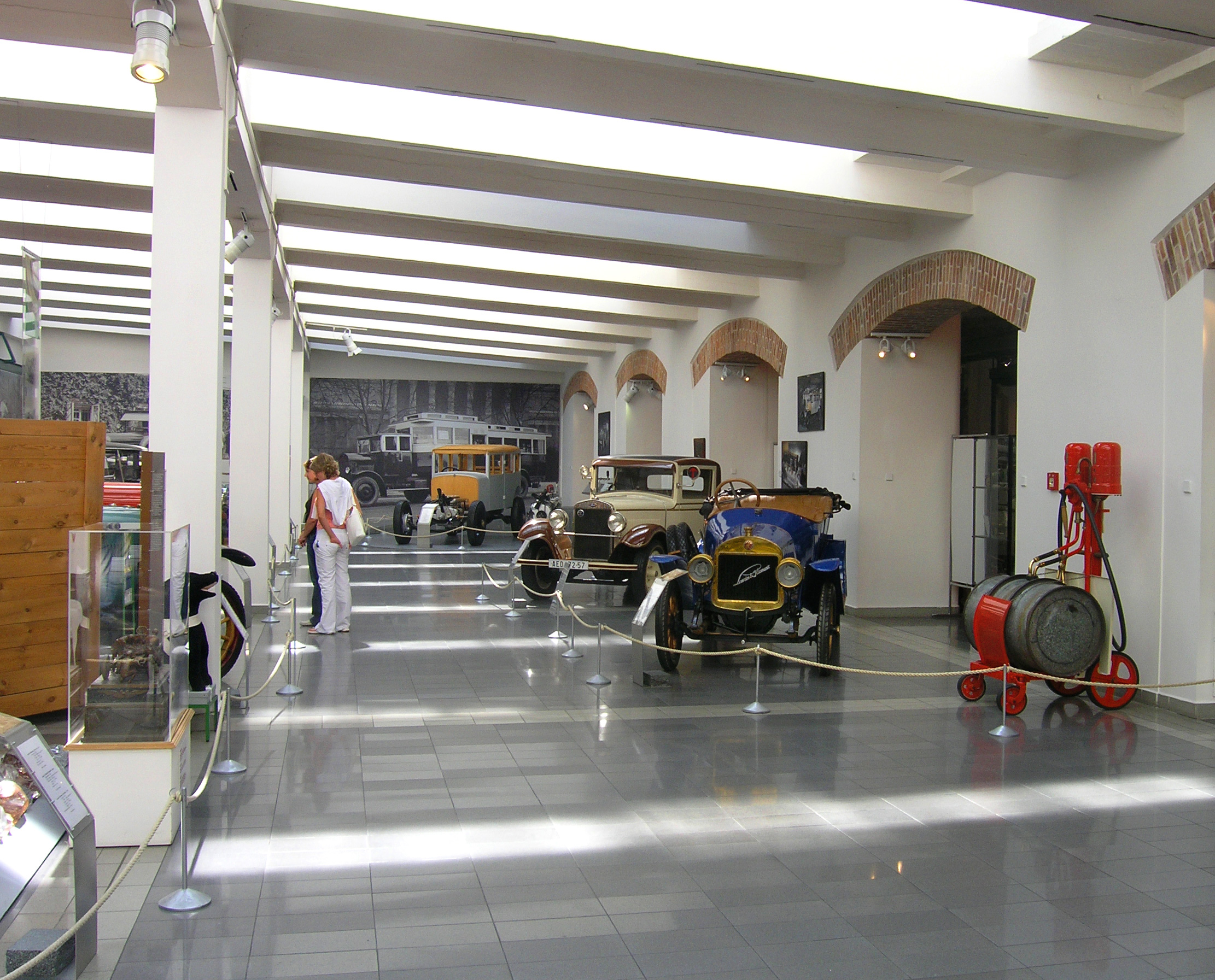
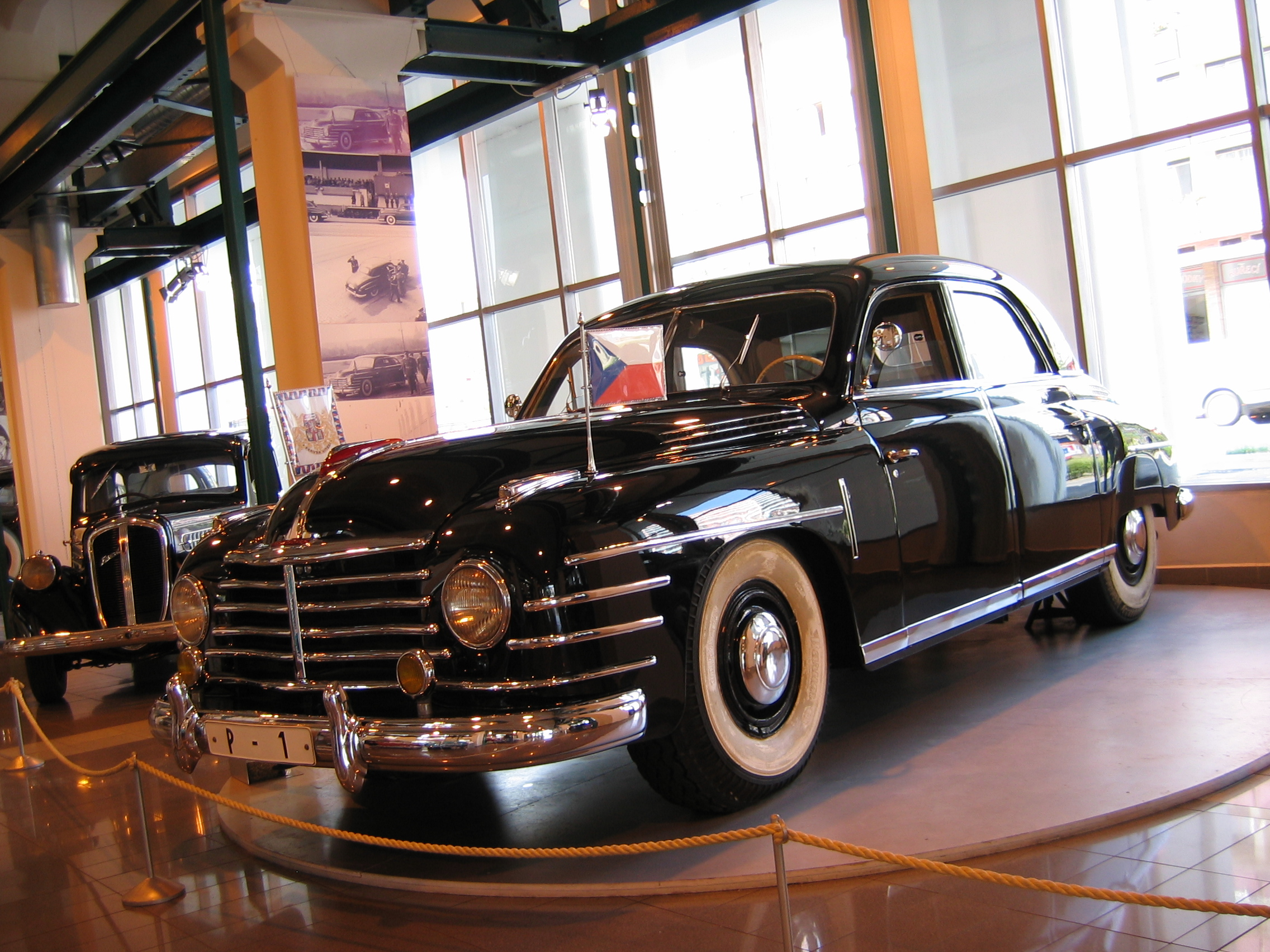
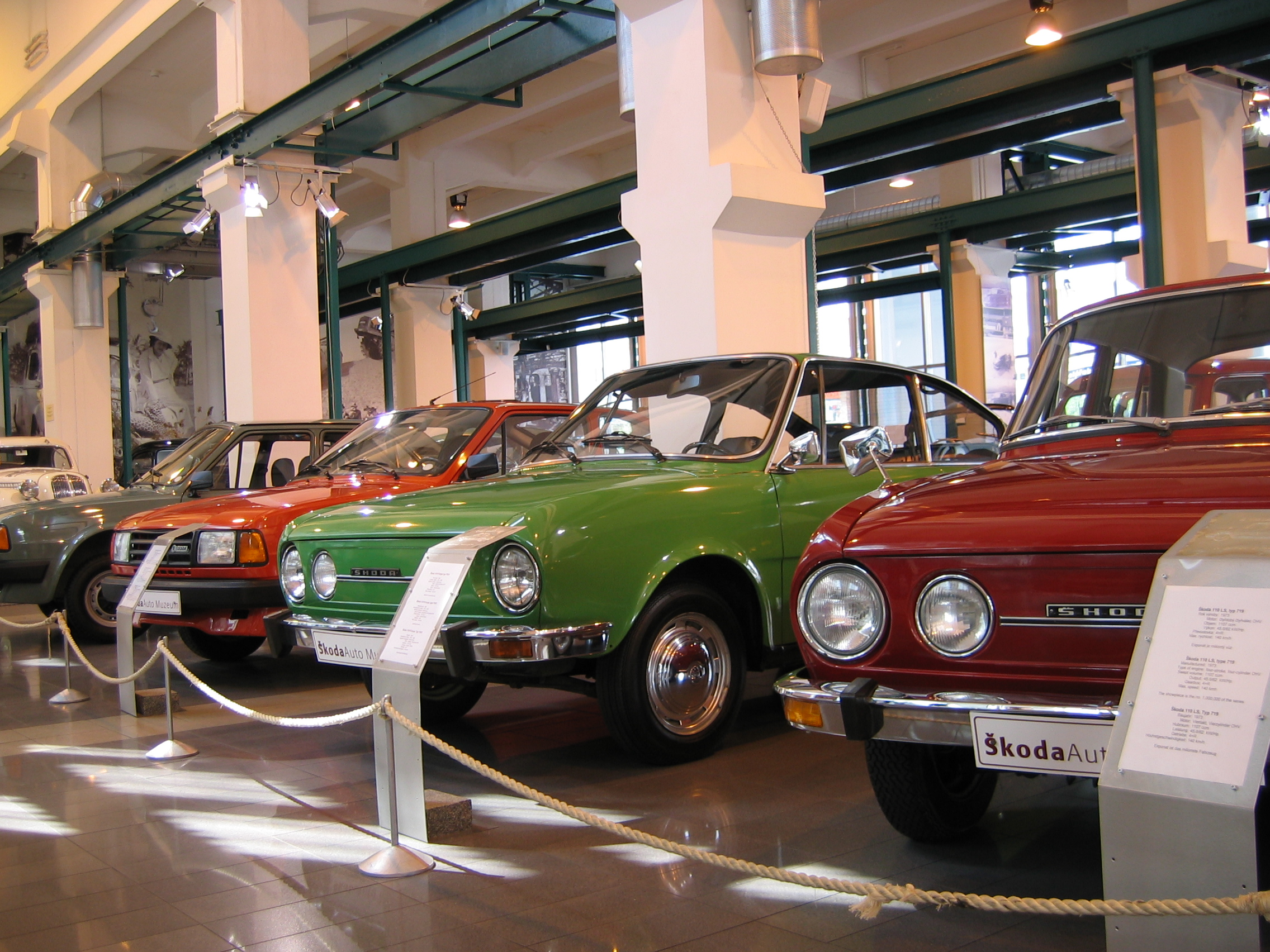
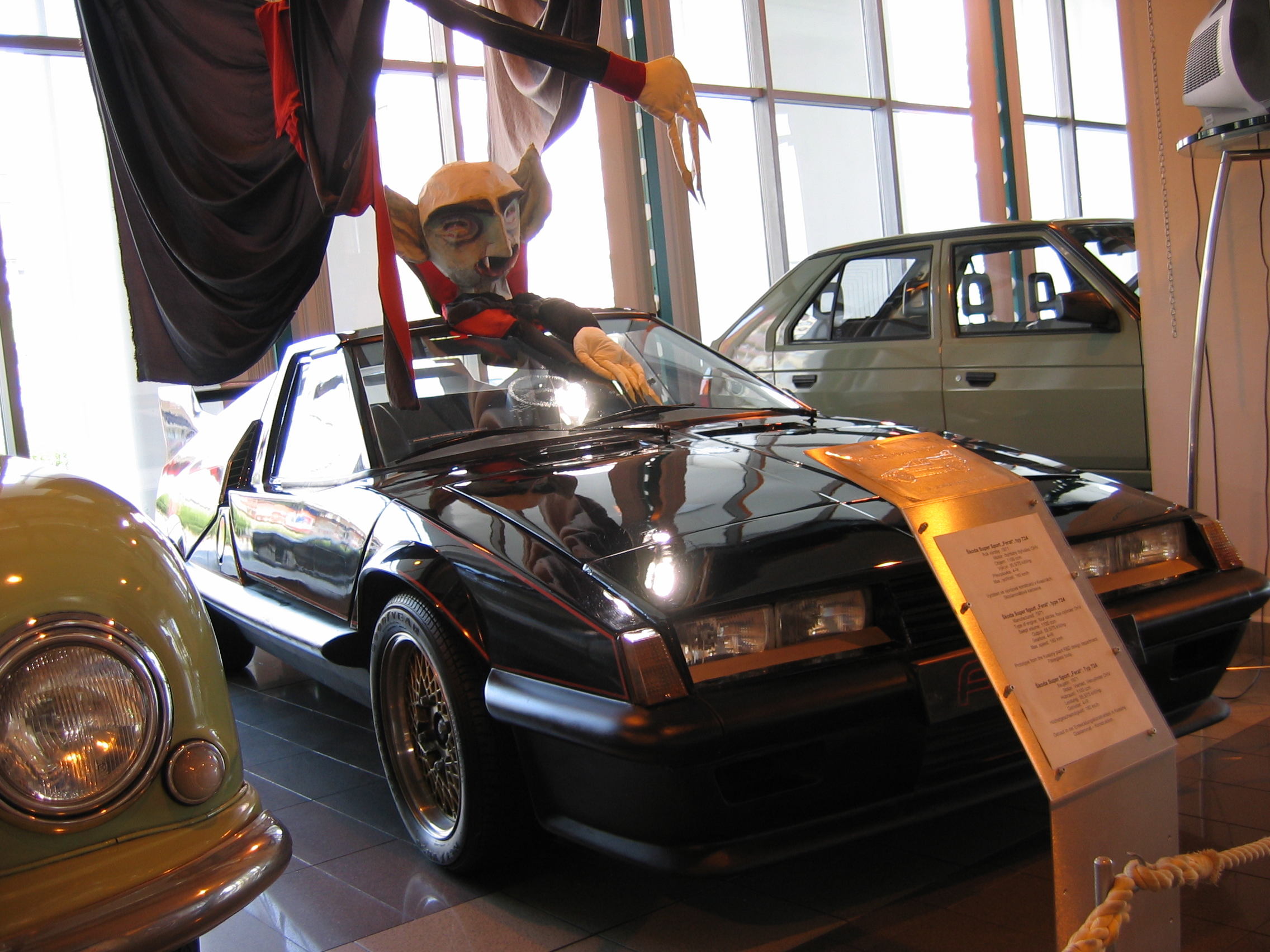
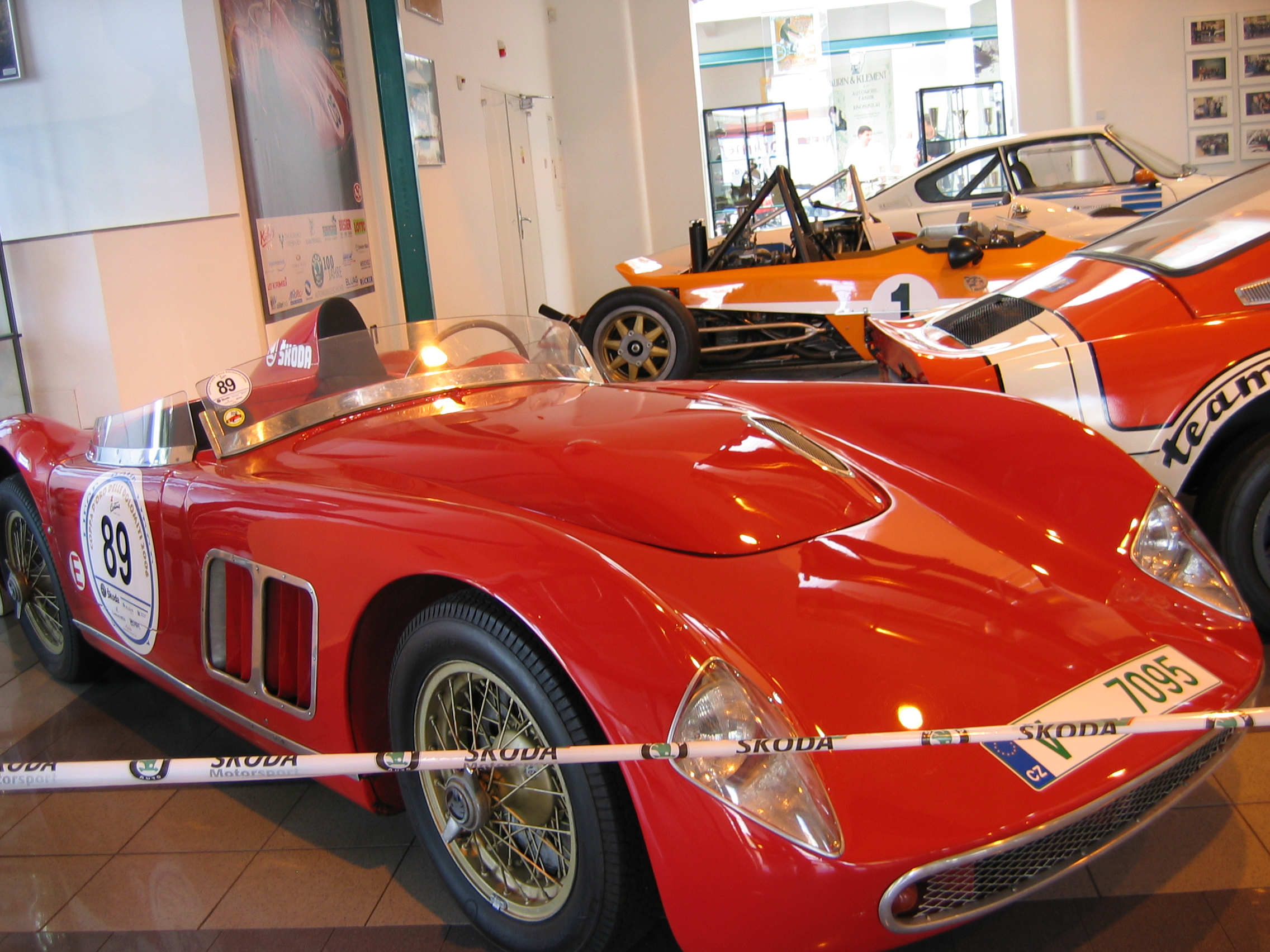
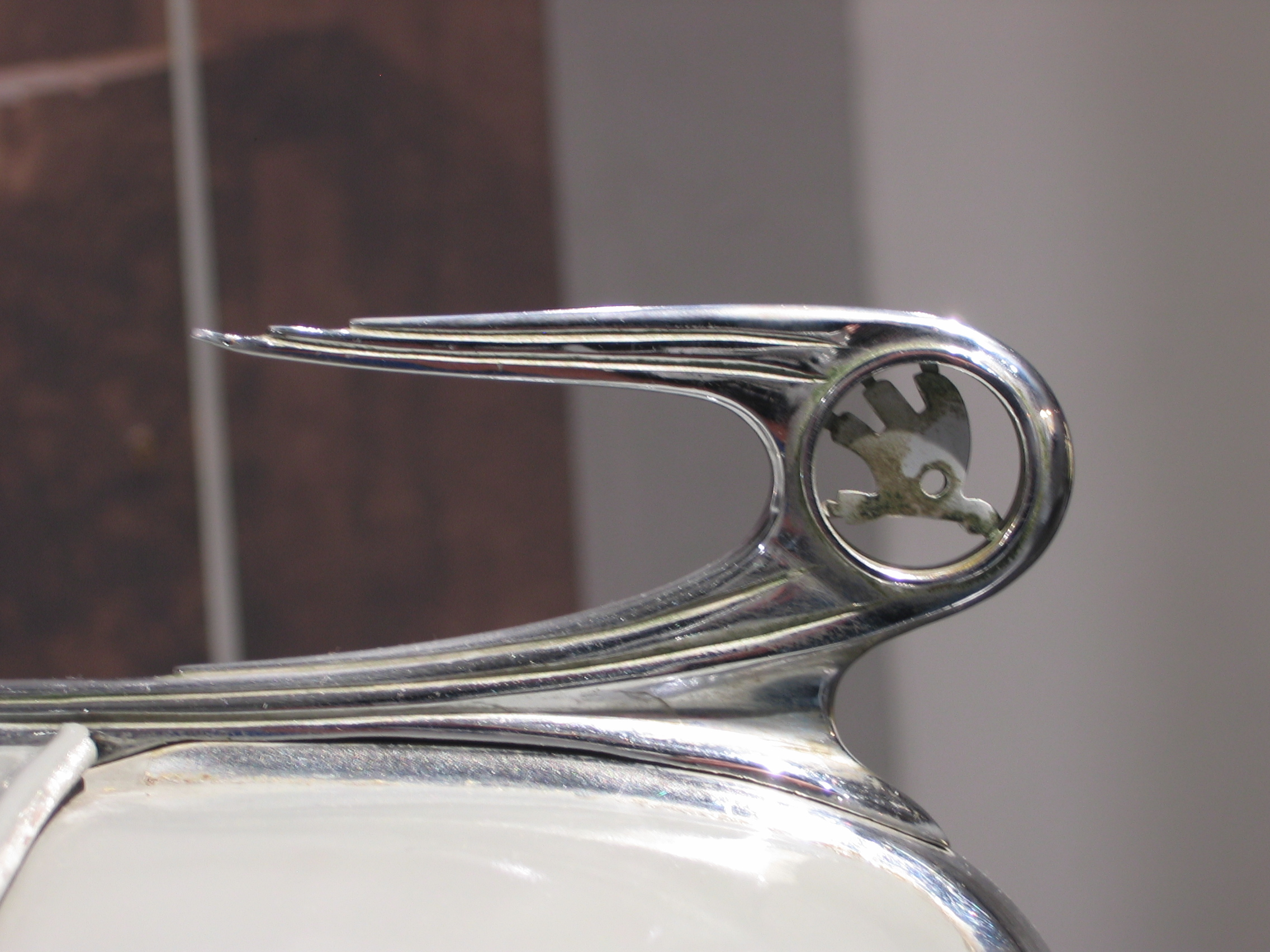
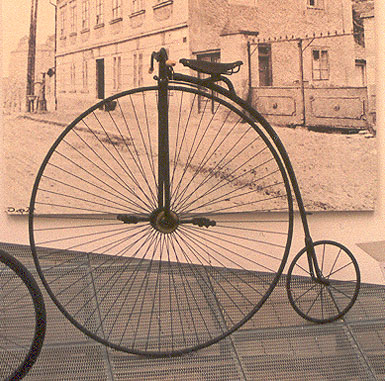